# Göpelschacht Moses
Der Göpelschacht Moses liegt im Vormholzer Teil des Muttentals in Witten. Der ehemalige Göpelschacht ist heute Teil des Bergbauwanderweges Muttental.

## Geschichte
Der Schacht Moses wurde 1840 errichtet. Er war einer von mehreren Schächten auf der Zeche Vereinigte Ankunft & Anclam und der letzte, der für die Zeche angelegt wurde. Der Göpel wurde immer nach dem Ende der Förderung auf dem alten Schacht abgebaut und auf dem neuen Schacht, wo nun gefördert wurde, aufgebaut. Es ist nicht bekannt, wie viele Tonnen Steinkohle im Laufe seines Bestehens gefördert wurden. Er war nicht kontinuierlich in Betrieb, sondern die Kohle wurde auf Bestellung gefördert.
Der Göpelschacht gehörte zu einer ganzen Reihe von kleinen Zechen im Muttental, das gemeinhin als die Wiege des Ruhrbergbaus betrachtet wird. Zu der Zeit umfasste seine Grundfläche kaum mehr als zehn Quadratmeter, dafür aber ging er 100 Meter senkrecht in die Tiefe. Er wurde mithilfe von Pferden betrieben, da die hohe Tiefe per Handbetrieb nicht wirtschaftlich hätte erreicht werden können. 1847 wurde der Schacht aufgegeben. Die abbaubaren Kohlen waren erschöpft. Der Göpel wurde an die Zeche Gideon verkauft.
Ende der 1970er Jahre wurde das Schachtgebäude im Rahmen der Errichtung des Muttental-Bergbauwanderweges rekonstruiert. Es ist einer der wenigen Orte im Ruhrgebiet, an dem sich die Funktionsweise der Göpelförderung anschaulich nachvollziehen lässt. Eine weitere ähnliche Anlage befindet sich im Westfalenpark in Dortmund.